# Suah Koko
Suah Koko (também escrito Suacoco) foi uma chefe tribal da Libéria que viveu entre o final do século XIX e início do século XX. Ela travou várias batalhas contra a expansão da Força Fronteiriça da Libéria antes de entrar em negociações para conceder a sua terra ao governo da Libéria. Mais tarde, ela se tornou chefe suprema e forneceu carregadores para a Harvard Medical African Expedition (1926-1927).

## Biografia
Suah Koko governou uma chefia no nordeste e noroeste da Libéria, incluindo a terra dentro do moderno condado de Bong, governado a partir da sua residência em Suakoko. No início do século XX, o governo da Libéria procurou expandir a sua influência para além da faixa de 64 quilómetros que havia ocupado anteriormente. Isso exigia fazer incursões no "interior" do país, então ocupado pelas tribos indígenas. A Chefe Suah Koko travou várias batalhas contra a Força Fronteiriça da Libéria, mas acabou por entrar em negociações para fornecer a sua terra ao governo da Libéria. A sua terra proporcionou acesso estratégico a outras regiões do interior - um quartel do exército foi construído em Sergeant Kollile Ta, 3.2 quilómetros ao norte de Suakoko e provou-se valiosa durante a conquista subsequente do curso superior do condado de Bong, do condado de Lofa e do condado de Nimba.
Em 1926, Suah Koko encontrou-se com Richard P. Strong, da Harvard Africa Expedition, em Suakoko. Na época, dizia-se que ela era a única chefe do sexo feminino no país.  A sua idade foi estimada entre 60 e 70 anos.
Em 1929, era uma chefe suprema - a primeira mulher a ser assim intitulada dentro da Província Central (condados de Nimba, Bong e Lofa). Sendo quase cega, ela governou através do seu neto. Ela ficou do lado do governo na guerra com o povo Kpelle.

## Legado
Um distrito, chefe e clã são nomeados em honra de Suah Koko, e seus descendentes concederam meio hectare de terra para a Universidade de Cuttington, que nomeou uma bolsa de estudos em sua homenagem. No entanto, em 2013, o programa foi suspenso e isso resultou em protestos em massa dos estudantes.
O Centro Chefe Suah Koko para o Empoderamento das Mulheres Rurais no Condado de Bong foi construído pelo Centro Angie Brooks para Empoderamento das Mulheres, Desenvolvimento de Liderança, Paz Internacional e Segurança. Foi dedicado em junho de 2014 pela presidente da Libéria, Ellen Johnson Sirleaf. Está localizado no campus principal da Universidade de Cuttington.